# Корбетт, Джим
Эдуард Джеймс (Джим) Корбетт (англ. Edward James «Jim» Corbett; 25 июля 1875, Найнитал, Британская Индия — 19 апреля 1955, Ньери, Кения) — английский охотник, защитник природы, натуралист, писатель
.
Известен как охотник на зверей-людоедов и автор ряда повестей о природе Индии.
Корбетт имел чин полковника британской индийской армии и неоднократно приглашался правительством Соединённых провинций для уничтожения тигров- и леопардов-людоедов в регионах Гархвал и Кумаон. За свои успехи в спасении жителей региона от зверей-людоедов он заслужил уважение жителей, многие из которых считали его садху — святым.
Джим Корбетт был страстным фото- и кинолюбителем. После выхода на пенсию он стал писать книги о природе Индии, охоте на зверей-людоедов и жизни простого народа Британской Индии. Также Корбетт активно выступал за защиту дикой природы Индии. В его честь в 1957 году был назван национальный парк.

## Жизнь и деятельность

### Молодые годы
Джим Корбетт родился в ирландской семье в Найнитале, в Кумаоне, в предгорьях Гималаев на севере Индии. Он был восьмым из шестнадцати детей в семье Кристофера Уильяма и Мэри Джейн Корбетт. Семья, перебравшаяся в эти места в 1862 году, когда Кристофер уволился с военной службы и получил в Найнитале место почтмейстера, имела также летний дом в Каладхунги, под названием Арундел, где маленький Джим проводил много времени.
Джим был с детства очарован живой природой, он научился различать голоса птиц и зверей. С годами он стал хорошим охотником и следопытом. Корбетт учился в школе Oak Openings, впоследствии переименованной в колледж Philander Smith, и в колледже Святого Иосифа в Найнитале.
Не достигнув возраста 19 лет, он покинул колледж и стал работать на Бенгальской и Северо-западной железной дороге, сначала в качестве инспектора по топливу в Манакпуре (Пенджаб), а затем в качестве подрядчика по перегрузке грузов на станции Мокамех Гхат в Бихаре.

### Охота на зверей-людоедов

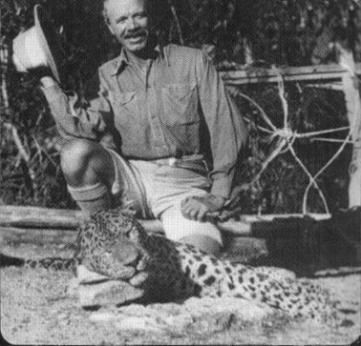
Джим Корбетт у тела застреленного им леопарда-людоеда из Рудрапраяга в 1926 году

Документально подтверждено, что в период с 1907 года по 1938 год Корбетт выследил и застрелил 19 тигров и 14 леопардов, официально задокументированных как людоеды. Эти животные были повинны в смерти более чем 1200 человек. Первый убитый им тигр — Чампаватский людоед — был причиной документально зафиксированной смерти 436 человек.
Корбетт также застрелил Панарского леопарда, который после полученной от браконьера раны не мог больше охотиться на свою обычную добычу и, став людоедом, убил около 400 человек. Среди других уничтоженных Корбеттом зверей-людоедов можно отметить Талладешского людоеда, Моханскую тигрицу, Такского людоеда и тигрицу-людоеда из Чоугара.
Наиболее известным из застреленных Корбеттом людоедов был леопард из Рудрапраяга, который в течение восьми лет терроризировал местных жителей и паломников, направлявшихся в индуистские святыни в Кедарнатхе и Бадринатхе. Анализ черепа и зубов этого леопарда показал наличие заболеваний дёсен и сломанных зубов, не позволявших ему охотиться за привычной пищей, отчего зверь и стал людоедом.
После освежевания тигрицы-людоеда из Така Джим Корбетт обнаружил в её теле два старых огнестрельных ранения, одно из которых (в плече) стало септическим, и, по предположению Корбетта, явилось причиной превращения зверя в людоеда. Анализ черепов, костей и шкур зверей-людоедов показал, что многие из них страдали от болезней и ран, таких как глубоко вонзившиеся и сломавшиеся иглы дикобразов или незажившие огнестрельные ранения.
В предисловии к книге «Кумаонские людоеды» Корбетт писал:
Рана, вынудившая тигра стать людоедом, может быть результатом неудачного выстрела охотника, не ставшего затем преследовать раненое животное, или же результатом столкновения с дикобразом.
Поскольку в 1900-е годы среди высших классов Британской Индии была распространена спортивная охота на хищных животных, то это приводило к регулярному появлению зверей-людоедов.
Корбетт отмечал, что звери-людоеды сами способны преследовать охотника. Поэтому он предпочитал охотиться в одиночку и преследовать зверя пешком. Он часто охотился со своей собакой, спаниелем по кличке Робин, о которой он подробно написал в своей первой книге «Кумаонские людоеды».
Корбетт рисковал своей жизнью для спасения жизней других людей, чем заслужил уважение населения тех районов, в которых он охотился.

### Участие в Первой мировой войне
Во время Первой мировой войны Джим Корбетт отправился во Францию во главе сформированного им отряда из 500 человек и возглавлял 70-й кумаонский трудовой корпус. Его руководство было очень успешным, и из прибывших с ним из Индии людей за всё время погиб только один человек, да и то из-за морской болезни. В 1918 году Корбетту было присвоено звание майора.

### Охотник становится защитником природы
В 1924 году Корбетт вышел в отставку и поселился в деревне Каладхунги.
В конце 1920-х годов Корбетт купил свою первую кинокамеру и начал снимать фильмы о жизни тигров. Хотя он обладал прекрасным знанием джунглей, получить хорошие кадры было очень сложно из-за скрытности животных.
Корбетт был обеспокоен судьбой тигров и их среды обитания. Он читал лекции школьникам о природном наследии и необходимости сохранять леса и их фауну, способствовал созданию Ассоциации сохранения диких зверей в Соединённых провинциях, и Всеиндийской конференции за сохранение дикой природы (англ. All-India Conference for the Preservation of Wildlife). Вместе с Ф. У. Чэмпионом он сыграл ключевую роль в создании первого национального парка в Кумаоне, Hailey National Park, первоначально названного по имени лорда Малкольма Хэйли.

### Участие во Второй мировой войне
Когда началась Вторая мировая война, Джиму Корбетту было уже около 65 лет и он не подлежал призыву. Но он всё равно предложил свои услуги правительству и был избран вице-президентом районного фонда помощи военнослужащим.
В феврале 1944 году Корбетту было присвоено звание подполковника, и он был назначен старшим инструктором по подготовке к боевым действиям в джунглях. В марте 1944 года он был отправлен в Бирму для изучения потенциального театра военных действий. В дальнейшем он занимался подготовкой бойцов в районе Чхиндвара Центральных провинций и на различных военных базах. Приблизительно через год из-за обострения малярии Корбетт был вынужден покинуть армию и вернуться домой.

### На пенсии в Кении
В 1947 году Джим Корбетт и его сестра Мэгги переехали в Ньери, Кения. Корбетт продолжал писать книги и заниматься охраной природы, выступая против вырубки джунглей.
Джим Корбетт находился в гостинице Tree Tops Hotel, построенной на ветвях гигантского фикуса, когда там 5—6 февраля 1952 года останавливалась принцесса Елизавета, в день смерти её отца, короля Георга VI. Корбетт оставил запись в книге регистрации гостиницы:
Впервые в мировой истории юная девушка, поднявшись однажды на дерево принцессой, спустилась с него на следующий день королевой — храни её Господь!
Джим Корбетт скончался от сердечного приступа 19 апреля 1955 года в возрасте 79 лет через несколько дней после завершения работы над своей шестой книгой Tree Tops. Он похоронен на кладбище англиканской церкви Святого Петра в Ньери, Кения.

## Наследие
Дом Корбетта в индийской деревне Каладхунги, Найнитал, был превращён в его музей. Участок земли площадью 221 акр, который Корбетт купил в 1915 году, до сих пор пребывает в первозданном виде. Также в деревне сохранились дом, который Корбетт построил для своего друга Моти Сингха, и Стена Корбетта — каменная стена длиной 7,2 км, защищающая деревенские поля от диких животных.
В 1957 году в честь Джима Корбетта был переименован национальный парк имени Малкольма Хэйли (англ. Jim Corbett National Park) в Уттаракханде, Индия. В 1930-х годах Корбетт сыграл ключевую роль в создании этой охраняемой территории.
В 1968 году в честь Корбетта был назван один из сохранившихся подвидов тигра — лат. Panthera tigris corbetti, индокитайский тигр, также известный как тигр Корбетта.
В 1994 и 2002 годах долго пребывавшие в забвении могилы Джима Корбетта и его сестры были отреставрированы Джерри А. Джалилем, основателем и директором Фонда Джима Корбетта.

## Литературная деятельность
Первая книга Джима Корбетта («Кумаонские людоеды») имела большой успех в Индии, Великобритании и США. Первое американское издание было выпущено тиражом 250 000 экземпляров. Впоследствии книга «Кумаонские людоеды» была переведена на 27 языков.
Четвёртая книга Корбетта («Наука джунглей») фактически является его автобиографией.

## Документальные и художественные фильмы
- Переведённая на русский книга «Кумаонские людоеды» падает на пол в документальном фильме «Внимание, тигры!» (1961), в котором показан процесс съёмок «Полосатого рейса».
- В 1986 году BBC выпустило документальную драму «Людоеды Индии» (англ. Man-Eaters of India) с Фредом Тревизом в роли Корбетта.
- В 2002 году на основе книг Корбетта был выпущен фильм в формате IMAX «Индия: королевство тигра» (англ. India: Kingdom of the Tiger) с Кристофером Хейердалом в роли Корбетта.
- В 2005 году увидел свет телевизионный фильм на основе книги «Леопард из Рудрапраяга» (англ. The Man-Eating Leopard of Rudraprayag) с Джейсоном Флемингом в главной роли.